# Povinnost mlčenlivosti
Povinnost mlčenlivosti (běžně také jen mlčenlivost) je povinnost zachovávat v utajení určité skutečnosti, které jsou zjištěny v souvislosti s vykonávanou profesí nebo činností. V českém právním řádu nalezneme množství ustanovení, která upravují povinnost mlčenlivosti v nejrůznějších právních vztazích. Tyto právní normy zpravidla vymezují osobní a věcný rozsah povinnosti mlčenlivosti, ale samotná definice pojmu mlčenlivost v těchto právních normách chybí. V mnoha jurisdikcích existují zákony, které stanovují povinnost mlčenlivosti pro profese, které vyžadují důvěru a diskrétnost jako jsou lékaři, advokáti, psychologové, sociální pracovníci a další. Porušení těchto zákonů může vést k právním sankcím. Existují také právně zakotvené výjimky, které vyžadují porušení povinnosti mlčenlivosti v situacích jako například ohrožení na životě nebo z důvodu soudního příkazu. Ustanovení, která se týkají mlčenlivosti, můžeme najít v různých kontextech například v zákoníku práce, občanském zákoníku, zákonu o sociálních službách, zákonu o advokacii, zákonu o zdravotních službách nebo v zákonu o správě daní. Tyto zákony nejsou jediné, které mohou upravovat povinnost mlčenlivosti. Existují i další zákony a předpisy, které mohou stanovovat povinnost mlčenlivosti v různých situacích a kontextech. V některých případech může být mlčenlivost stanovena smlouvou. Například zaměstnanci mohou být povinni podepsat dohodu o mlčenlivosti (známá pod zkratkou NDA = non-disclosure agreement), kterou se zavazují chránit důvěrné informace a nezneužít je pro svůj prospěch.

## Mlčenlivost v psychologii
Mlčenlivost v psychologii se obecně týká povinnosti psychologů zachovávat důvěrnost informací, které získají během své práce s klienty. Článek 7 odst. 1 Listiny základních práv a svobod zde říká, že „Nedotknutelnost osoby a jejího soukromí je zaručena. Omezena může být jen v případech stanovených zákonem." Povinnost mlčenlivosti psychologa tedy patří mezi státem uložené povinnosti mlčenlivosti, které chrání jedno z významných lidských práv, jež jsou garantována ústavou.
Této povinnosti může zbavit pouze klient nebo jeho zákonný zástupce písemným prohlášením. Výjimku tvoří situace dle ustanovení § 367 a § 368 trestního zákona, které se týkají závažných trestných činů a které musí být ze zákona nahlášeny.

#### Klinický psycholog
Tito psychologové jsou vázáni stejnou mlčenlivostí jako lékaři. Tedy mlčenlivostí vyplývají ze zákona o zdravotních službách, který povinnost mlčenlivosti stanovuje zcela konkrétně a k její zákonné definici přikládá i taxativní výčet výjimek, za nichž je přípustné její prolomení.

#### Poradenský psycholog
Do této skupiny patří poskytování poradenství v oblasti školního, výchovného, profesního, předmanželského a manželského poradenství, či linek důvěry a center poskytujících krizovou intervenci. Tito psychologové se potom pohybují v intencích zákona o sociálních službách. Stejně jako je tomu v zákoně o zdravotních službách, i zde zákon následně stanovuje podmínky, za nichž je povinnost mlčenlivosti prolomena (zákon č. 108/2006 Sb.).

#### Školní psycholog
Školní psychologové spadají na základě § 2 odst. 2 písm. e) zákona č. 563/2004 Sb., o pedagogických pracovnících mezi pedagogické pracovníky. Školský zákon v § 22b stanovuje povinnosti pedagogických pracovníků, mezi nimiž v písm. e) stanovuje povinnost zachovávat mlčenlivost a chránit před zneužitím osobní údaje, informace o zdravotním stavu dětí, žáků a studentů a výsledky poradenské pomoci školního poradenského pracoviště, s nimiž přišel do styku.
Tato povinnost je také klíčovou součástí etických kodexů mnoha profesních psychologických organizací.

## Mlčenlivost v sociálních službách
Mlčenlivost v sociálních službách je základním principem, který chrání soukromí a důstojnost klientů. Tato povinnost je zakotvena v Zákoně o sociálních službách České republiky. Podle § 100 tohoto zákona jsou zaměstnanci obcí a krajů, zaměstnanci státu a zaměstnanci poskytovatelů sociálních služeb povinni zachovávat mlčenlivost o údajích týkajících se osob, kterým jsou poskytovány sociální služby. Tato povinnost trvá i po skončení pracovního vztahu.
Mlčenlivost může být prolomena v následujících případech:
- souhlas klienta: S předchozím písemným souhlasem klienta, který jasně vymezí rozsah zproštění mlčenlivosti a účel, za jakým mohou být informace dále poskytnuty.

- zákon o sociálních službách: Stanoví-li tak zákon o sociálních službách. Konkrétně podle § 100a zákona o sociálních službách v návaznosti na zákon o sociálně-právní ochraně dětí (č. 359/1999 Sb.). Podle tohoto zákona má poskytovatel sociálních služeb povinnost poskytovat orgánu sociálně-právní ochrany dětí (OSPOD) určité údaje potřebné pro poskytnutí sociálně-právní ochrany dětí.

- trestní zákoník a trestní řád: V rámci ustanovení týkajících se povinnosti svědčit, podávat vysvětlení a povinnosti poskytovat orgánům činným v trestním řízení součinnost/informace. Povinnost mlčenlivosti je v trestním řízení prolomena ve třech případech: Jde o povinnost oznámit vyjmenované trestné činy a povinnost překazit vyjmenované trestné činy, souhlas soudce s prolomením mlčenlivosti a situace, kdy je osoba vázaná mlčenlivostí zároveň oznamovatelem trestného činu (např. pokud je sociální pracovník v rámci výkonu povolání okraden klientem).[6]

## Mlčenlivost v lékařství
Viz lékařské tajemství.

## Mlčenlivost v obchodních a pracovních vztazích
Viz non-disclosure agreement.

## Mlčenlivost v advokacii
Základní rozsah povinnosti mlčenlivosti advokáta je definován v ustanovení § 21 zákona č. 85/1996 Sb., o advokacii. Ústavní soud v nálezu ze dne 28. srpna 2009 sp. zn. II. ÚS 2894/08 uvádí: „Povinnost mlčenlivosti je základním předpokladem pro poskytování právní pomoci a tím i nezbytnou podmínkou fungování demokratické společnosti. Výkon profese advokáta vychází z důvěrného vztahu mezi advokátem a klientem a z důvěry klienta v mlčenlivost advokáta. V žádném případě se nejedná o jakousi výsadu advokáta, která by měla založit vynětí z obecně platného a závazného právního řádu, ale že jde o povinnost uloženou zákonem v zájmu jeho klientů a pro jejich ochranu.“ Povinnost mlčenlivosti se vztahuje nejen na advokáty samotné, ale i na jejich zaměstnance a na další osoby, které se s advokátem podílejí na poskytování právních služeb, přičemž tato povinnost trvá i po vyškrtnutí ze seznamu advokátů.
Povinnost mlčenlivosti smí být prolomena pouze ze zákona stanovených podmínek, jinak povinnost mlčenlivosti trvá, a to i po smrti klienta. K tomu Nejvyšší správní soud v rozsudku ze dne 6. 6. 2012 sp. zn. 6 Ads 30/2012 uvádí: „K prolomení povinnosti mlčenlivosti by mělo docházet pouze v nezbytných případech a v nezbytném rozsahu.“